# Leander Dendoncker
Leander Dendoncker, född 15 april 1995, är en belgisk fotbollsspelare som spelar för Aston Villa.

## Klubbkarriär
Den 9 augusti 2018 lånades Dendoncker ut till Wolverhampton Wanderers på ett säsongslån som sommaren 2019 övergick till en permanent övergång.
Den 1 september 2022 värvades Dendoncker av Aston Villa. Den 26 januari 2024 lånades han ut till Napoli på ett låneavtal över resten av säsongen 2023/2024. Den 31 augusti 2024 lånades Dendoncker ut till Anderlecht på ett säsongslån.

## Landslagskarriär
Dendoncker debuterade för Belgiens landslag den 7 juni 2015 i en 4–3-vinst över Frankrike, där han blev inbytt i den 85:e minuten mot Jason Denayer. I maj 2018 blev Dendoncker uttagen i Belgiens trupp till fotbolls-VM 2018.